# La Pau (metropolitana di Barcellona)
La Pau è una stazione della metropolitana di Barcellona situata nel quartiere di La Verneda, vicino alle abitazioni di La Pau, nel distretto di Sant Martí di Barcellona.
La stazione si trova sotto il Carrer Ca n'Oliva, all'altezza della Rambla Guipúscoa. Fu inaugurata nel 1982, servendo da capolinea della L4, che quell'anno fu prolungata proprio fino a La Pau dalla stazione di Selva de Mar. Successivamente, con una nuova estensione della L4 la stazione smise di esserne il capolinea.
Nel 1997 divenne nuovamente capolinea della L2. Dopo alcune modifiche nel 2002 il tratto della L4 tra La Pau e Pep Ventura divenne parte della L2, riportando nuovamente la stazione in capolinea della L4. La stazione verrà poi incorporata nella costruzione della nuova stazione di Sagrera dell'Alta Velocità.